# 柏戸宗五郎 (1810年生)
柏戸 宗五郎（かしわど そうごろう、文化7年（1810年） - 明治19年（1886年）3月2日）は、越後国（現在の新潟県）出身の元大相撲力士。

## 来歴
現在の新潟県長岡市小国町上岩田出身。本名は渡邊寅治だが、平民苗字必称義務令に伴う形で、伊勢ノ海五太夫を本名にした。
天保2年（1831年）、6代伊勢ノ海（前2・柏戸宗五郎）の伊勢ノ海部屋に入門。盛岡藩の抱えとなった。入門時は鯱ノ海を名乗り、その後、猫又、荒飛と改め、天保12年（1841年）閏1月場所、入幕と同時に狭布里錦太夫と改名。天保13年（1842年）、師匠の死去に伴い二枚鑑札で部屋を継承。翌天保14年（1843年）1月場所に部屋伝来の柏戸に改名。その間、後継者争いで5代遺弟子で仙台系の年寄関の戸億座衛門（元小結荒熊）と対立したが、若い柏戸が選ばれ、関の戸は廃業している。
最高位は弘化2年（1845年）3月場所の前頭筆頭であった。弘化4年（1847年）11月場所限りで現役を引退し年寄専任となり、嘉永2年（1849年）に正式に7代伊勢ノ海を襲名。数多くの名力士を育成して伊勢ノ海一門の全盛期を迎えたほか、相撲会所では世話役（取締）の要職を務め、明治維新期の相撲界を支える。しかし晩年は、高砂浦五郎に率いられた他部屋力士らの猛反発を受け、明治13年（1880年）、会所改革の波に屈して隠居。角界の盟主の座を高砂一門に明け渡すこととなる。
明治19年（1886年）3月2日没。満75歳。

## 主な成績
- 現役在位場所数：32場所
- 通算成績：58勝47敗45休10分4預1無（二段目10枚目以上）
- 幕内在位：14場所
- 幕内成績：42勝38敗45休8分4預1無

### 場所別成績
| 1831年 | x                     | （前相撲）                  |
| 1832年 | x                     | 東序ノ口20枚目 –            |
| 1833年 | 東序二段19枚目 –      | 東序二段8枚目 –             |
| 1834年 | 東序二段2枚目 –       | 東三段目21枚目 –            |
| 1835年 | 東三段目9枚目 –       | 東三段目7枚目 –             |
| 1836年 | 西三段目筆頭 –        | 東幕下23枚目 –              |
| 1837年 | 東幕下14枚目 –        | 東幕下12枚目 –              |
| 1838年 | 東幕下13枚目 –        | 東幕下13枚目 –              |
| 1839年 | 東幕下11枚目 –        | 西幕下7枚目 7–2             |
| 1840年 | 西幕下3枚目 4–4 1分   | 西幕下2枚目 5–3 1分         |
| 1841年 | 西前頭4枚目 4–2–3 1分 | 西前頭3枚目 3–3 1分1預      |
| 1842年 | 西前頭5枚目 1–3–5 1分 | 西前頭3枚目 5–1–3 1分       |
| 1843年 | 西前頭3枚目 3–5–1 1分 | 西前頭3枚目 0–0–10          |
| 1844年 | 西前頭3枚目 4–3–2 1分 | 西前頭2枚目 6–3–1           |
| 1845年 | 西前頭筆頭 2–4–4      | 西前頭2枚目 4–2–3 1預       |
| 1846年 | 西前頭2枚目 0–6–3 1分 | 西前頭2枚目 3–2–2 1分1預1無 |
| 1847年 | 西前頭2枚目 2–1–6 1預 | 西前頭2枚目 引退 5–3–2      |
| 各欄の数字は、「勝ち-負け-休場」を示す。 優勝 引退 休場 十両 幕下 三賞：敢=敢闘賞、殊=殊勲賞、技=技能賞 その他：★=金星 番付階級：幕内 - 十両 - 幕下 - 三段目 - 序二段 - 序ノ口 幕内序列：横綱 - 大関 - 関脇 - 小結 - 前頭（「#数字」は各位内の序列） |                       |                             |

- 当時は十両の地位が存在せず、幕内のすぐ下が幕下であった。番付表の上から二段目であるため、現代ではこの当時の幕下は、十両創設後現代までの十両・幕下と区別して二段目とも呼ぶ。
- 二段目11枚目以下の地位は小島貞二コレクションの番付実物画像による。

## 改名歴
- 鯱ノ海 又八 - 1831年11月場所 - 1833年11月場所
- 猫又 虎右エ門 - 1834年1月場所 - 1835年1月場所
- 荒飛 甚太夫 - 1835年11月場所 - 1840年10月場所
- 狭布里 錦太夫 - 1841年1月場所 - 1842年10月場所
- 狭布里 宗五郎 - 1843年1月場所
- 柏戸 宗五郎 - 1843年10月場所 - 1847年11月場所